# Nagykőrös (nádraží)
Nagykőrös je železniční stanice v maďarském městě Nagykőrös, které se nachází v župě Pešť. Stanice byla otevřena v roce 1853, kdy byla zprovozněna trať mezi Ceglédem a Kiskunfélegyházou.

## Provozní informace
Stanice má celkem 1 nástupiště a 2 nástupní hrany. Ve stanici je možnost zakoupení si jízdenky a trať procházející stanicí je elektrifikována střídavým proudem 25 kV, 50 Hz. Provozuje ji společnost MÁV.

## Doprava
Zastavuje zde několik párů vnitrostátních vlaků InterCity na trase Budapešť–Segedín. Dále zde zastavuje několik osobních vlaků do Budapešti, Ceglédu, Kecskemétu a Segedína.

## Tratě
Stanicí prochází tato trať:
- Cegléd–Kiskunfélegyháza–Segedín (MÁV 140)